# نار شاحبة
نار شاحبة (بالإنجليزية Pale Fire) هي رواية لفلاديمير نابوكوف لعام 1962. قُدمت الرواية كقصيدة مؤلفة من 999 سطر بعنوان «نار شاحبة»، كتبها الشاعر الخيالي جون شيد، وكتب جاره وزميله الأكاديمي تشارلز كينبوت المقدمة والحاشية المستفيضة والفهرس. شكلت هذه العناصر مجتمعة سردًا يكون فيه المؤلفان الخياليان شخصيتين محوريتين.
أثارت نار شاحبة تفسيرات متنوعة وواسعة ومجموعة كبيرة من الانتقادات المكتوبة، والتي قدرها الباحث الأدبي الفنلندي بيكا تامّي في عام 1995 بأكثر من 80 دراسة. وصف براين بويد الاختصاصي بأعمال نابكوف رواية نار شاحبة بأنها «رواية نابوكوف الأكمل»، ووصفها الناقد هارولد بلوم بأنها «أضمن إثبات لعبقريته ... ذلك الإنجاز المتقن المميز». صُنفت في المرتبة 53 في قائمة أفضل 100 رواية في المكتبة الحديثة والأولى في قائمة الناقد الأدبي الأمريكي لاري مكافري أعظم أعمال القرن العشرين: 100 كتاب خيالي باللغة الإنجليزية.

## بنية الرواية
تبدأ الرواية بعبارات مقتبسة وجدول المحتويات، وتبدو كأنها نشر لقصيدة مؤلفة من 999 سطر في أربعة مقاطع («نار شاحبة») للروائي الخيالي جون شيد مع مقدمة وحاشية شاملة وفهرس كتبهم تشارلز كينبوت الذي عين نفسه محررًا لشيد. تأخذ حاشية كينبوت شكل الملاحظات على سطور متعددة مرقمة من القصيدة. يشرح كينبوت فيها وفي بقية تعليقاته النقدية القصيدة بشكل بسيط للغاية. ويركز بدلاً من ذلك على اهتماماته الخاصة، فيكشف ما ثبت أنه الحبكة شيئًا فشيئًا، يمكن ربط بعضها باتباع العديد من الإشارات المرجعية. أشار إسبن أُرشتث إلى أنه يمكن قراءة «نار شاحبة إما بطريقة متواصلة مباشرةً، أو بطريقة متقطعة بين التعليقات والقصيدة.» وهكذا، رغم أن السرد غير خطي ومتعدد الأبعاد، يمكن للقارئ اختيار قراءة الرواية بطريقة خطية دون المخاطرة بإساءة التفسير.
اجتذبت بنية الرواية غير العادية الكثير من الاهتمام، وغالبًا ما يُستشهد به كمثال هام على القص ما الورائي؛ وسُميت أيضًا بيومينون (الإنتاج). وضِحت العلاقة بين النار الشاحبة والنص التشعبي بعد نشرها بفترة قصيرة؛ في عام 1969، حصل باحث تكنولوجيا المعلومات تيد نيلسون على إذن من ناشري الرواية لاستخدامها في البيان العلمي للنص التشعبي في جامعة براون. قارنت ورقة بحث في عام 2009 أيضًا رواية نار شاحبة بالنص التشعبي.
يحدث التفاعل بين كينوب وشيد في المدينة الجامعية الوهمية الصغيرة نيو واي في أبالاتشا، حيث يعيشان في منزلين متقابلين على نفس الطريق، من فبراير إلى يوليو 1959. يكتب كينوب حاشيته منذ ذلك الوقت إلى أكتوبر 1959 في مقصورة سياحية في مدينة سيدارن الغربية في أوتانا الوهمية أيضًا. يروي كلا المؤلفين العديد من الأحداث السابقة، يروي شيد معظمها في نيو واي وكينبوت في نيو واي وفي أوروبا، وخاصة «الأرض الشمالية البعيدة» في زيمبلا.

## ملخص الحبكة
تصف قصيدة شيد بشجاعة العديد من جوانب حياته. يتضمن المقطع الأول مواجهته المبكرة مع الموت ولمحات عما يعتبره خارقًا. ويدور المقطع الثاني حول عائلته والانتحار الواضح لابنته، هيزل شيد. يركز المقطع الثالث على بحث شيد عن معرفة الحياة الآخرة، والتي تبلغ ذروتها في «الأمل الضئيل» في القوى العليا «التي تلعب لعبة العوالم» كما يتضح من المصادفات الواضحة. يقدم المقطع الرابع تفاصيل عن الحياة اليومية لشيد وعمليته الإبداعية، بالإضافة إلى أفكار عن شعره، التي يجدها وسيلة لفهم الكون بطريقة أو بأخرى.
يروي كينبوت في مساهماته التحريرية ثلاث قصص متداخلة مع بعضها البعض. إحداها هي قصته الخاصة، ولا سيما ما يعتقد أنه صداقته مع شيد. بعد مقتل شيد، يحصل كينبوت على المخطوطات، التي تتضمن بعض البدائل، ويأخذ على عاتقه مهمة الإشراف على نشر القصيدة، ويخبر القراء أنها تفتقر إلى السطر 1000. تتناول قصة كينبوت الثانية الملك تشارلز الثاني، «المحبوب»، وهو ملك زيمبلا المخلوع. هرب الملك تشارلز من السَجن على أيدي الثوار المدعومين من الاتحاد السوفيتي، مستفيدًا من ممر سري ومن أتباعه الشجعان المتنكرين. يدعي كينبوت مرارًا وتكرارًا أنه ألهم شيد لكتابة القصيدة من خلال سرد هروب الملك تشارلز له، وبأن هناك تلميحات محتملة إلى الملك، وإلى زيمبلا، تظهر في قصيدة شيد، خاصة في المسودات المرفوضة. ولكن، لا توجد إشارة صريحة للملك تشارلز في القصيدة. قصة كينبوت الثالثة هي قصة غرادوس، وهو قاتل أرسله حكام زيمبلا الجدد لقتل الملك المنفي تشارلز. يشق غرادوس طريقه من زيمبلا عبر أوروبا وأمريكا إلى نيو واي، ويعاني من الحوادث المؤسفة الهزلية. في الملاحظة الأخيرة، للسطر 1000 المفقود، يروي كينبوت كيف قتل غرادوس شيد دون قصده.

## روابط خارجية
- نار شاحبة على موقع الموسوعة البريطانية (الإنجليزية)